# Stephanie March
Stephanie Caroline March (Dallas, 23 luglio 1974) è un'attrice statunitense.

## Biografia
March è nata in Texas da John Abe March IV e Laura Len Irwin, vive a New York ed è stata  sposata fino al 2015 con il famoso cuoco Bobby Flay. Ha studiato alla Highland Park High School, la stessa scuola superiore dove studiò Angie Harmon, March era al secondo anno mentre Harmon era all'ultimo. March ha iniziato a recitare durante le superiori. Nel 1996 si è diplomata alla Scuola Oratoria presso l'Università Northwestern dove si è specializzata in teatro e studi ispanici. Dopo il diploma ha ottenuto il suo primo ruolo di attrice alla sua prima audizione recitando nella parte di Elena in Sogno di una notte di mezza estate a Chicago, dove ha continuato a seguire la carriera di attrice. 
Nel 1999 ha debuttato a Broadway in Morte di un commesso viaggiatore di Arthur Miller. 
Il ruolo più importante della sua carriera è quello di Alexandra "Alex" Cabot, interpretato in Law & Order - Unità vittime speciali tra il 2000 e il 2018 e in Conviction nel 2006. Nel 2005 ha recitato in Mr. & Mrs. Smith.

## Filmografia

### Cinema
- Head of State, regia di Chris Rock (2003)
- Focus Room, regia di Matthew D. Panepinto - cortometraggio (2003)
- Mr. & Mrs. Smith, regia di Doug Liman (2005)
- Flannel Pajamas, regia di Jeff Lipsky (2006)
- Il fascino di Grace (East Broadway), regia di Fay Ann Lee (2006)
- Amore e altri enigmi (The Treatment), regia di Oren Rudavsky (2006)
- Copy That, regia di Matthew D. Panepinto - cortometraggio (2006)
- Il primo dei bugiardi (The Invention of Lying), regia di Ricky Gervais e Matthew Robinson (2009)
- Why Stop Now?, regia di Phil Dorling e Ron Nyswaner (2012)
- Innocence, regia di Hilary Brougher (2013)
- Who We Are Now, regia di Matthew Newton (2017)
- The Social Ones, regia di Laura Kosann (2019)

### Televisione
- Ultime dal cielo (Early Edition) - serie TV, 1 episodio (1997)
- Death of a Salesman, regia di Kirk Browning - film TV (2000)
- Law & Order - Unità vittime speciali (Law & Order: Special Victims Unit) - serie TV, 97 episodi (2000-2018)
- Jesse Stone - Passaggio nella notte (Jesse Stone: Night Passage), regia di Robert Harmon - film TV (2006)
- Conviction - serie TV, 13 episodi (2006)
- 30 Rock - serie TV, 1 episodio (2007)
- Grey's Anatomy - serie TV, episodio 4x07 (2007)
- Rescue Me - serie TV, 1 episodio (2007)
- Made in Jersey - serie TV, 1 episodio (2012)
- Happy Endings - serie TV, 1 episodio (2013)
- Neon Joe, Werewolf Hunter - serie TV, 5 episodi (2015)
- Nightcap - serie TV, 1 episodio (2016)
- Odd Mom Out - serie TV, 3 episodi (2016-2017)
- A President Show Documentary: The Fall of Donald Trump, regia di Ryan McFaul - film TV (2019)
- Shelter - serie TV (2023)

## Doppiatrici italiane
Nelle versioni in italiano dei suoi lavori, Stephanie March è stata doppiata da:
- Alessandra Korompay in Law & Order - Unità vittime speciali, 30 Rock, Rescue Me
- Chiara Colizzi in Convinction
- Alessandra Cassioli in Head of State
- Antonella Baldini in Mr & Mrs Smith
- Michela Alborghetti in Jesse Stone - Passaggio nella notte
- Roberta Pellini in Shelter
- Laura Lenghi in 30 Rock